# عمر السنین
عمر السنین (انگلیسی: Omar Al-Sonain؛ زادهٔ ۱۴ مارس ۱۹۹۵) یک ورزشکار اهل عربستان سعودی است.